# موزه تاریخ نینگبو
موزه تاریخ نینگبو (چینی ساده: 宁波博物馆) موزه‌ای در شهر نینگبو استان چجیانگ چین است که بر تاریخ و آیین‌های سنتی منطقهٔ نینگبو تمرکز دارد. موزه نینگبو در ۵ دسامبر ۲۰۰۸ افتتاح شد. معماری آن اثر وانگ شو، نخستین معمار چینی برندهٔ جایزه معماری پریتزکر است.